# Jean-Marie Abgrall
Jean-Marie Abgrall (Tolone, 12 aprile 1950) è un criminologo e scrittore francese.

## Biografia
Criminologo esperto di sette, è stato chiamato a svolgere funzioni di consulente tecnico d'ufficio delle massime Corti giudiziarie francesi. Come scrittore ha scritto, fra gli altri, i volumi "I ciarlatani della salute", la "Mécanique des sectes" (Parigi, Payot 1996) tradotto in 10 lingue, e "I figli dell'apocalisse". 

## Opere
- Mécanique des sectes, 1996
- I ciarlatani della salute, 1998
- Figli dell'apocalisse

| Controllo di autorità | VIAF (EN) 84051730 · ISNI (EN) 0000 0001 1030 2537 · LCCN (EN) n96116535 · BNF (FR) cb12544852j (data) · J9U (EN, HE) 987007333142905171 |